# Rudolf Hametovics Nurejev
Rudolf Hametovics Nurejev (Irkutszk, 1938. március 17. – Levallois-Perret, 1993. január 6.) tatár származású szovjet balettművész, koreográfus, színész.

## Életútja
Gyermekkorát Ufában, Baskíria fővárosában töltötte, ahol egy baskír néptánccsoportban kezdett el táncolni. Tanulmányait 1955-ben a leningrádi Kirov, a mai Mariinszkij Színházban – a klasszikus balett alapjainak elsajátításával – folytatta, mestere Alekszandr Puskin irányításával három év alatt végzett és az intézmény szólótáncosaként vált ismertté. 
A társulat 1961-es nyugat-európai turnéjának párizsi állomásán a Le Bourget repülőtéren sikeresen megszökött és menedékjogot kért. Tettével a nemzetközi sajtó érdeklődését is felkeltette. Hamarosan a párizsi opera balett-társulatának szólistája lett, majd Koppenhágába települt át, hogy együtt táncolhasson Vera Volkovával. 
1962-től a londoni The Royal Ballet szólótáncosa (számtalan szerepben Margot Fonteyn partnereként); később a párizsi opera balettigazgatójaként (1983–1989), 1993-ig koreográfusaként is szerepet vállalt; utolsó fellépésére (a Cristoforo című balettben) a Magyar Állami Operaházban került sor 1992-ben.
„A kiváló technikájú és rendkívüli előadókészséggel megáldott művész szédületes karriert futott be táncosként és koreográfusként is, utóbbi minőségében egyik legnagyobb sikere a klasszikus orosz balett büszkeségének számító Bajadér újrafogalmazott verziója volt. Nem csak a klasszikus balettban alkotott maradandót, fellépett modern darabokban is, sokat tett azért, hogy a klasszikus és a modern tánc határai összemosódjanak. Táncosainak addig ismeretlen táncnyelvet kellett elsajátítaniuk, még öltözetükben is újított, vékony, testszínű trikókat adott rájuk.”
Orvosa, Michel Canesi 1993. január 6-án Párizsban jelentette be, hogy a balettművész „súlyos betegséget követően szívkomplikáció következtében meghalt”.

## Fontosabb színpadi szerepei
- Marguerite és Armand (Armand)
- Rómeó és Júlia (Rómeó)
- A hattyúk tava
- Don Quixote
- Bajadér

## Filmográfia
- Rómeó és Júlia (1966)[11]
- A hattyúk tava (1966)[12]
- Nyizsinszkij (1970)[13]
- Don Quixote (1973)[14]
- Valentino (1977)[15]
- Védtelenül (1983)[16]

## Díjai, kitüntetései
- Capezio Dance Award (1987)